# 十勝オホーツク自動車道

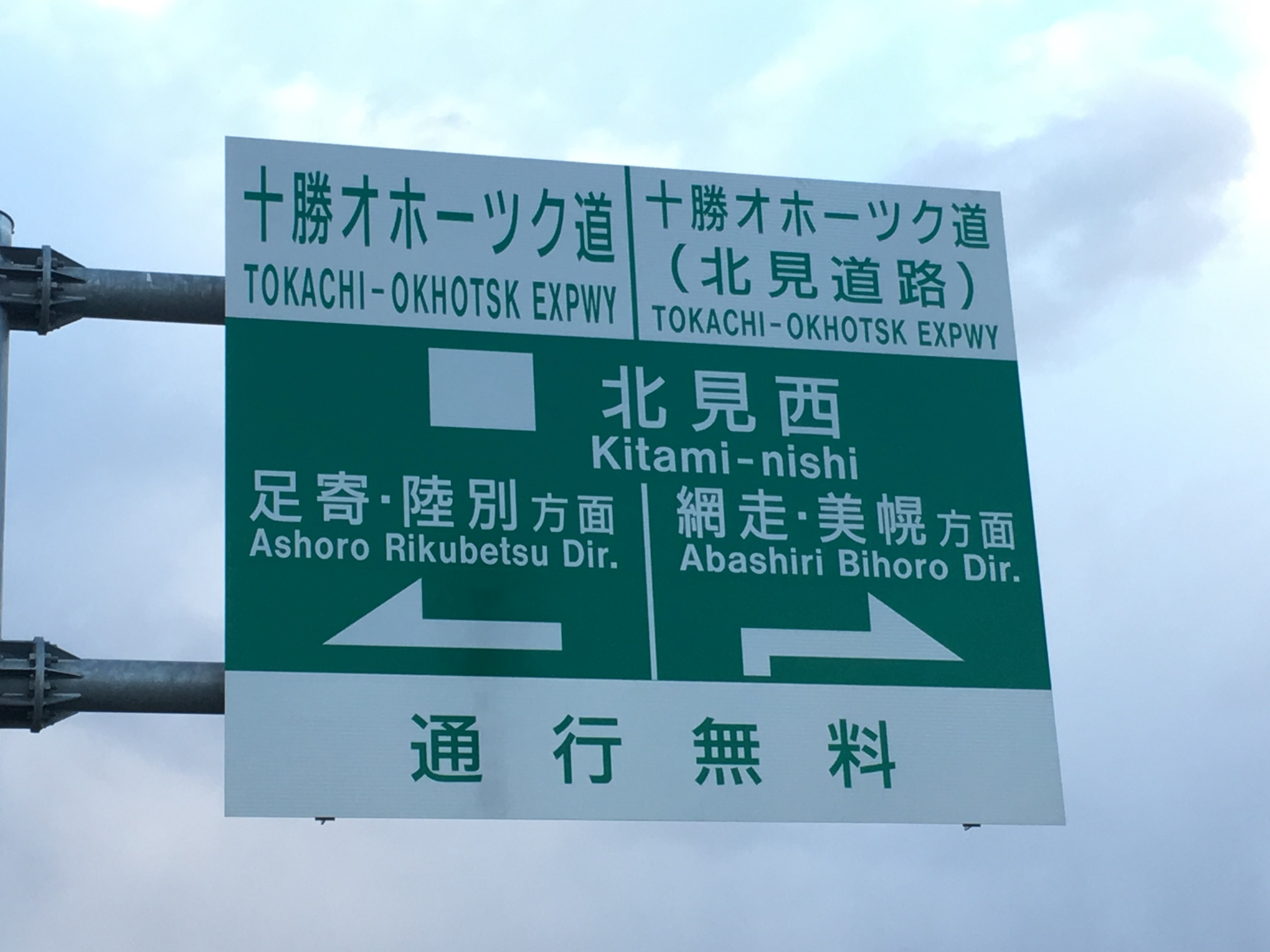
十勝オホーツク道標識・北見西IC（2017年4月）

十勝オホーツク自動車道（とかちオホーツクじどうしゃどう、英語: TOKACHI-OKHOTSK EXPWY）は、北海道足寄郡足寄町の足寄インターチェンジ (IC) から北見市の北見東ICに至る高速道路である。略称は十勝オホーツク道（とかちオホーツクどう）。
将来的には、隣接する道東自動車道（本別JCT - 足寄IC間）や端野高野道路（北見市 - 美幌町間）、美幌バイパス（美幌町 - 大空町間）と一体的に運用される見込で、これにより文字通り十勝圏とオホーツク圏とを連絡する広域ネットワークが形成される予定である。
高速道路ナンバリングによる路線番号は、「E61」が割り振られている。

## 概要
国土開発幹線自動車道の路線名は北海道横断自動車道網走線、高速自動車国道の路線名は北海道横断自動車道黒松内北見線である。全長89.3キロメートル (km) のうち足寄IC - 北見西ICが高速自動車国道の新直轄方式で、北見西ICから北見東IC間の10.3 kmについては、北海道横断自動車道に並行する一般国道自動車専用道路（A'路線）の北見道路として共に国土交通省北海道開発局により整備・管理されており、開通済みの区間は無料で通行できる。
1966年（昭和41年）7月には国土開発幹線自動車道建設法により、小樽市から北見市までが北海道横断自動車道北見線の予定路線とされた。しかしながら、戦後3位の長期政権となった小泉政権の進める"聖域なき構造改革"の大号令の下で2000年頃をピークに全国的に公共事業費が削減の一途を辿ると、北海道横断自動車道網走線も例外ではなかった。
2006年（平成18年）2月7日に国土開発幹線自動車道建設会議では、陸別町の救急患者の約4割が北見市内の医療機関に搬送されている実情を考慮し山間部を避けて大きく迂回している国道242号の代替路として陸別町小利別 - 北見間を緊急に整備すべき区間としたものの、残る足寄 - 陸別町小利別間（約51 km）については当面着工しない抜本的見直し区間とされ、この区間は暗礁に乗り上げる事となった。
事業が継続された陸別町小利別 - 北見間のうち訓子府IC - 北見西IC間（約12 km）については2015年（平成27年）11月に供用。陸別町小利別 - 訓子府IC間（約16 km）も翌2016年度内の供用見込としていたが、2014年末から2015年春にかけての大雪の影響により工事が遅延した関係で北海道開発局は開通時期の延期も示唆し、2017年（平成29年）10月9日に開通した。なお、陸別小利別ICは暫定ICで、陸別IC（仮称） - 陸別小利別IC間が開通した時点で閉鎖とする方針となっているが、置戸町内を中心に存続を求める声が強まっており、置戸町は地域活性化ICとしての存続を模索している。
一方、抜本的見直し区間とされた足寄 - 陸別町小利別間については2014年（平成26年）8月8日に整備計画の変更により、うち陸別町陸別 - 陸別町小利別間（約20 km）の建設凍結が解除され当面着工しない区間は足寄町 - 陸別町陸別間（約31 km）に縮小された。足寄町 - 陸別町陸別間についても北海道開発局では、インバウンド特需によりレンタカーで道内全域を周遊する外国人観光客が増加している状況を踏まえ、「整備の重要性は高まっている」として早期の事業再開を目指す方針を示している。これに対し沿線自治体や経済団体は引き続き同区間の整備を要望するものの、北見市側から女満別空港へのアクセスを重視した北見道路と美幌バイパスとを結ぶ端野町川向 - 美幌町高野間の整備がより現実的として、こちらを優先的に国に働き掛けていたが、この区間は2019年度に端野高野道路として事業化された。
また、当面着工しない区間として残っていた足寄町 - 陸別町陸別（約31 km）についても2021年（令和3年）7月30日に事業再開が決定された。

### 路線データ

#### 足寄IC - 北見市
- 起点：北海道中川郡本別町西仙美里（足寄IC）[11]
- 終点：北海道北見市北上（北見西IC）[11]
- 延長：79.0 km[11]
- 規格：第1種第2級[11]
- 設計速度：100 km/h[11]
- 道路幅員：12.0 m[11]
- 車線幅員：3.5 m[11]
- 車線数：暫定2車線[11]

#### 北見道路
- 起点：北海道北見市北上（北見西IC）[12]
- 終点：北海道北見市端野川向（北見東IC）[12]
- 延長：10.3 km[12]
- 規格：第1種第3級[12]
- 設計速度：80 km/h[12]
- 道路幅員：12.0 m[12]
- 車線幅員：3.5 m[12]
- 車線数：暫定2車線[12]

## インターチェンジなど
- 全区間北海道内に所在。
- IC番号欄の背景色が■である区間は既開通区間に存在する。施設欄の背景色が■である区間は未開通区間または未供用施設に該当する。未開通区間の名称は全て仮称である。
- 略字は、JCTはジャンクション、ICはインターチェンジをそれぞれ示す。

| IC番号           | 施設名           | 接続路線名              | 本別JCTから （km） | 足寄ICから （km） | 備考             | 所在地               | 所在地           |
| E61 道東自動車道 | E61 道東自動車道 | E61 道東自動車道        | E61 道東自動車道   | E61 道東自動車道  | E61 道東自動車道 | E61 道東自動車道     | E61 道東自動車道 |
| ---------------- | ---------------- | ----------------------- | ------------------ | ----------------- | ---------------- | -------------------- | ---------------- |
| 1                | 足寄IC           | 国道242号・国道274号    | 13.2               | 0.0               |                  | 十勝総合振興局       | 足寄郡足寄町     |
| 事業中           |                  |                         |                    |                   |                  |                      |                  |
| -                | 陸別IC           | 国道242号               |                    |                   | 事業中           | 十勝総合振興局       | 足寄郡陸別町     |
|                  | 陸別小利別IC     | 国道242号               | 64.1               | 50.9              |                  | 十勝総合振興局       | 足寄郡陸別町     |
|                  | 訓子府IC         | 道道143号北見白糠線     | 80.1               | 66.9              |                  | オホーツク総合振興局 | 常呂郡訓子府町   |
| 1                | 北見西IC         | 道道261号置戸福野北見線 | 92.1               | 78.9              | 北見市           | オホーツク総合振興局 |                  |
| 1-1              | 北見北上IC       | 道道27号北見津別線      | 93.1               | 79.9              | 北見市           | オホーツク総合振興局 |                  |
| 2                | 北見中央IC       | 道道217号北見美幌線     | 97.4               | 84.2              | 北見市           | オホーツク総合振興局 |                  |
| 2-1              | 北見川東IC       | 北見市道川東東6号道路   | 100.2              | 87.0              | 北見市           | オホーツク総合振興局 |                  |
| 3                | 北見東IC         | 道道1024号川向端野線    | 102.4              | 89.2              | 北見市           | オホーツク総合振興局 |                  |
| E61 端野高野道路 |                  |                         |                    |                   |                  |                      |                  |

## 歴史

### 年表
- 1966年（昭和41年）
  - 7月1日 : 北海道横断自動車道として、国幹道の予定路線とされる。
    - 北見線： （小樽市 - ）北海道足寄郡足寄町附近 - 北見市
- 2003年（平成15年）
  - 12月22日 : 政府・与党申し合わせ。抜本的見直し区間を設定。
    - 足寄町 - 北見市

  - 12月25日 : 第1回国土開発幹線自動車道建設会議、新直轄方式に切り替え。
    - 足寄 - 北見
- 2006年（平成18年）2月7日 : 第2回国土開発幹線自動車道建設会議、陸別町小利別 - 北見間を緊急に整備すべき区間として取り扱われる。
- 2013年（平成25年）
  - 3月31日 : 北見西IC - 北見東IC間がA'路線として開通。
  - 12月24日 : 北見西IC - 北見中央IC間に北見北上ICが、北見中央IC - 北見東IC間に北見川東ICがそれぞれ追加。
- 2014年（平成26年）8月8日 : 陸別町陸別 - 陸別町小利別間の建設凍結を解除。
- 2015年（平成27年）
  - 4月 : 平成27年度北海道開発局予算概要において事業中の北海道横断自動車道網走線の道路名を「十勝オホーツク自動車道」とすることを公表[14]。
  - 11月8日 : 訓子府IC - 北見西IC間開通[2][15]。
- 2017年（平成29年）10月9日 : 陸別小利別IC - 訓子府IC間開通[6]。
- 2021年（令和3年）7月30日 : 陸別町陸別 - 足寄IC間の建設凍結を解除[10]。

### 開通予定年度
- 未定：足寄IC - 陸別小利別IC[16]

## 路線状況

### 車線・最高速度
| 区間                    | 車線            | 車線   | 車線   | 最高速度 |
| 区間                    | 上下線          | 上り線 | 下り線 | 最高速度 |
| ----------------------- | --------------- | ------ | ------ | -------- |
| 陸別小利別IC - 北見東IC | 2 （暫定2車線） | 1      | 1      | 70 km/h  |

### 道路施設

#### 主なトンネル
| 構造物名         | 延長    | 区間                    | 備考                       |
| ---------------- | ------- | ----------------------- | -------------------------- |
| 南丘第一トンネル | 1,388 m | 北見北上IC - 北見中央IC | 当路線で最も長いトンネル。 |
| 南丘第二トンネル | 472 m   | 北見北上IC - 北見中央IC |                            |
| 北見ヶ丘トンネル | 697 m   | 北見北上IC - 北見中央IC |                            |
| 寺の沢トンネル   | 415 m   | 北見北上IC - 北見中央IC |                            |
| 川東トンネル     | 913 m   | 北見中央IC - 北見川東IC |                            |

※ 全区間、対面通行（暫定2車線）

#### トンネルの数
| 区間                      | 上り線 | 下り線 |
| ------------------------- | ------ | ------ |
| 陸別小利別IC - 北見北上IC | 0      | 0      |
| 北見北上IC - 北見中央IC   | 4      | 4      |
| 北見中央IC - 北見川東IC   | 1      | 1      |
| 北見川東IC - 北上東IC     | 0      | 0      |

### 道路管理者
- 国土交通省
  - 北海道開発局 網走開発建設部
    - 北見道路事務所：訓子府IC - 北見東IC[17]

- 不明：陸別小利別IC - 訓子府IC

### 交通量
24時間交通量（台） 道路交通センサス
| 区間                    | 平成27（2015）年度 | 令和3（2021）年度 |        |
| ----------------------- | ------------------ | ----------------- | ------ |
| 足寄IC - 陸別小利別IC間 | 未開通             | 未開通            | 未開通 |
| 陸別小利別IC - 訓子府IC | 調査当時未開通     | 1,249             |        |
| 訓子府IC - 北見西IC     | 調査当時未開通     | 2,313             |        |
| 北見西IC - 北見北上IC   | 5,151              | 5,717             |        |
| 北見北上IC - 北見中央IC | 5,151              | 5,717             |        |
| 北見中央IC - 北見川東IC | 4,551              | 4,853             |        |
| 北見川東IC - 北見東IC   | 4,551              | 4,853             |        |

（出典：「平成27年度全国道路・街路交通情勢調査」・「令和3年度全国道路・街路交通情勢調査」（国土交通省ホームページ）より一部データを抜粋して作成）
- 令和2年度に実施予定だった交通量調査は新型コロナウイルス感染症の影響で延期され[18]、翌年度に実施された。

## 地理

### 通過する自治体
- 北海道
  - 十勝総合振興局管内
    - 足寄郡足寄町 - 足寄郡陸別町

  - オホーツク総合振興局管内
    - 常呂郡訓子府町 - 北見市

### 接続する高速道路
- E61 道東自動車道（足寄ICで接続予定）
- E61 国道39号 北見道路（北見西ICで接続）